# توم باتون (سياسي)
توم باتون هو سياسي أمريكي، ولد في 3 نوفمبر 1953 في كليفلاند في الولايات المتحدة. نشط حزبياً في الحزب الجمهوري. وقد انتخب عضو مجلس نواب أوهايو ‏.